# Holy Trinity Church (Coventry)

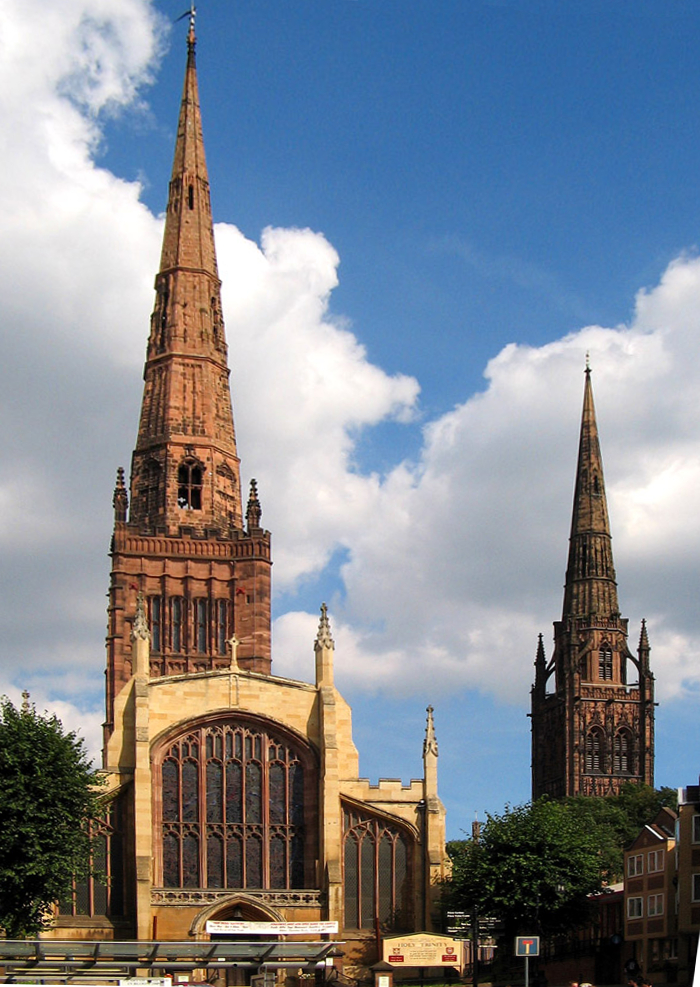
Coventry – Holy Trinity Church (l.) und Turm der alten Kathedrale

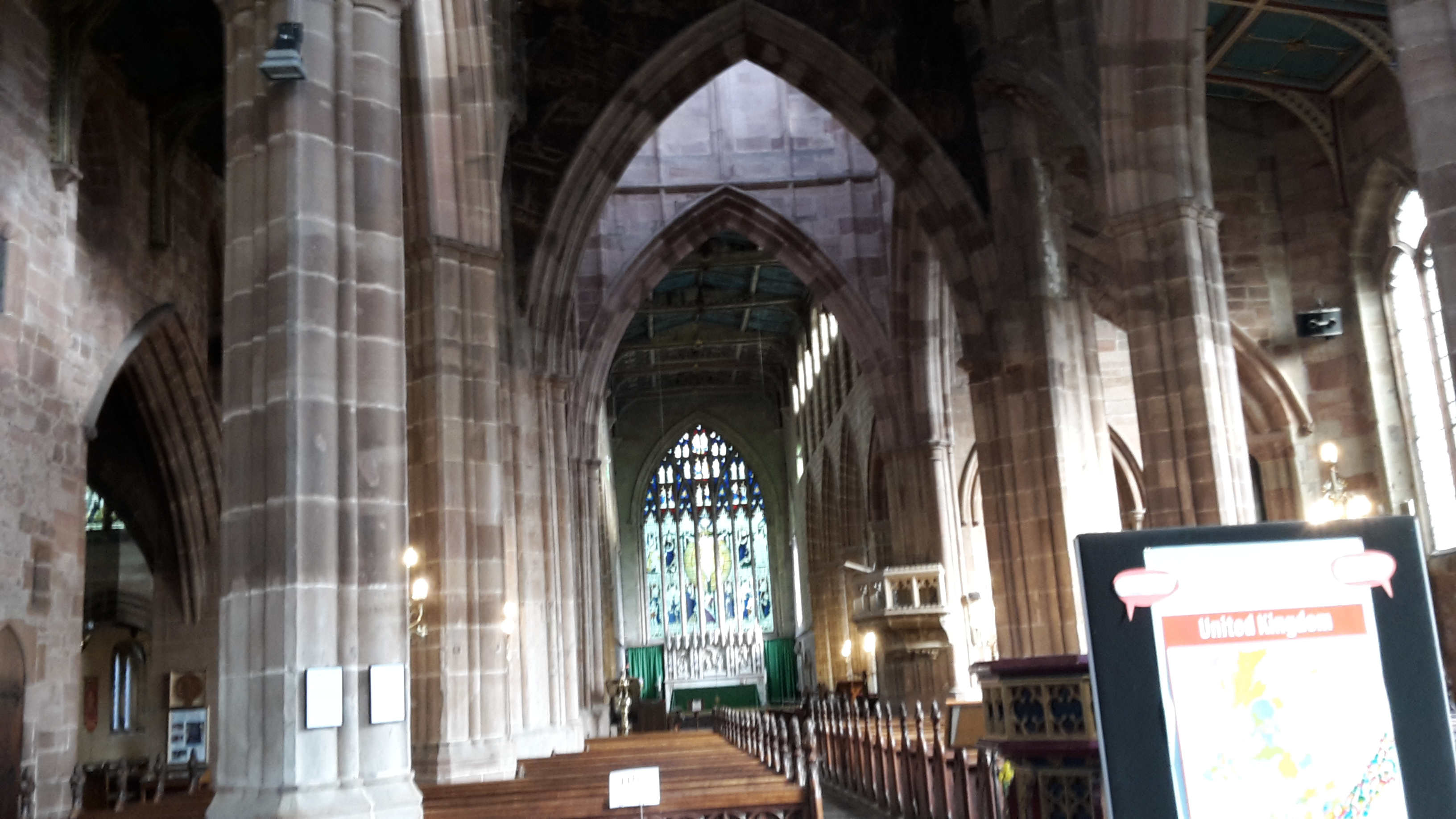
Langhaus, Vierung und Chor

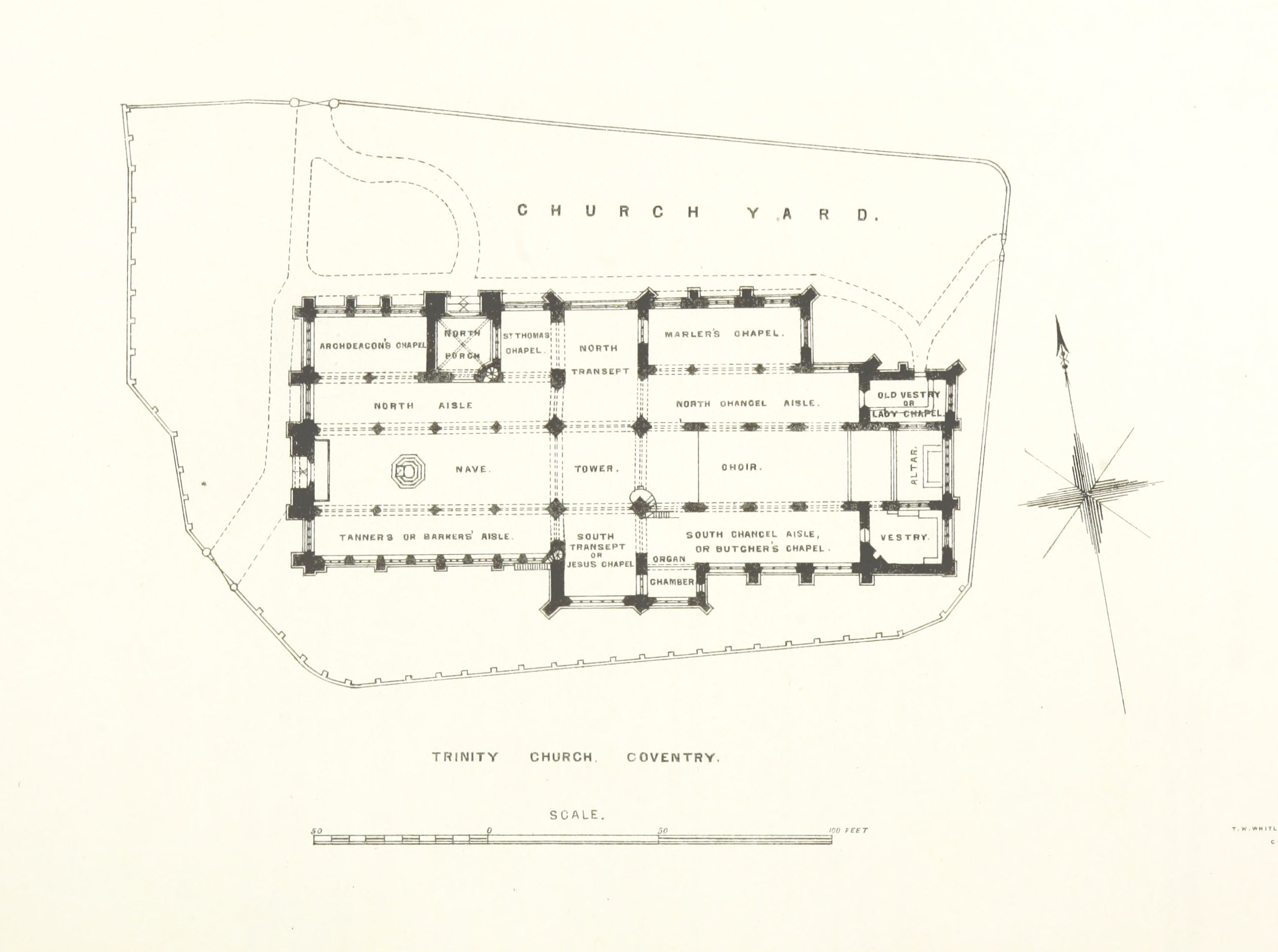
Grundriss

Die zu Ehren der Hl. Dreifaltigkeit geweihte Holy Trinity Church der Church of England in der mittelenglischen Industriestadt Coventry ist die einzige mittelalterliche Kirche der Stadt, die die deutschen Luftangriffe im Zweiten Weltkrieg unbeschadet überstanden hat. Sie ist als Grade-I-Bauwerk anerkannt und gehört zum Major Churches Network.

## Lage
Die Holy Trinity Church liegt in der Mitte der ca. 170 km (Fahrtstrecke) nordwestlich von London in der ehemaligen Grafschaft Warwickshire (heute West Midlands) gelegenen Stadt in einer Höhe von ca. 100 m.

## Geschichte
Bereits im Jahr 1113 gab es an dieser Stelle eine Kirche, die jedoch im Jahr 1257 durch einen Brand zerstört wurde. So entschloss man sich im 14. Jahrhundert zu einem Neubau im damals aktuellen spätgotischen Perpendicular Style. In den Jahren 1665 bis 1668 fand eine Restaurierung statt. Die Chorpartie wurde im Jahr 1786 neugestaltet, die Westfassade im Jahr 1843. Der im Stil der Neugotik arbeitende Architekt George Gilbert Scott überarbeitete das Innere der Kirche im Jahr 1854.

## Architektur
Über der Vierung hat die ca. 59 m lange dreischiffige, mit einem – wegen späterer Kapellenanbauten von außen kaum zu erkennenden – Querhaus versehene und im Aufriss basilikale Kirche einen imposanten 72 m hohen Laternenturm mit steinernem Spitzhelm. Der Chor endet in einer flach durchfensterten Wand. Die Gewölbe bestehen allesamt aus Holz.

## Ausstattung
Auf der zur Kirche gewandten Seite der Bogenzwickel des Laternenturms befindet sich ein – für England ungewöhnliches – spätmittelalterliches Gemälde mit einer Darstellung des Jüngsten Gerichts. Die Glasfenster stammen aus dem 19. Jahrhundert.